# NGC 3953
NGC 3953 este o galaxie spirală barată situată în constelația Ursa Mare. A fost descoperită în 12 martie 1781 de către Pierre Méchain. Se află la o distanță de 62.700.000 al de Pământ.